# Porc (település)
Porc település Romániában, Szilágy megyében.

## Fekvése
Szilágy megyében, Szilágysomlyótól keletre, Ipp, Berettyószéplak, Márkaszék és Lecsmér között fekvő település.

## Története
Nevét az oklevelek 1477-ben említették először Porczallya, Oláh-Porczallya néven. 
1477-ben az akkor Krasznavármegyéhez tartozó Oláh-Porczalja birtok Ippi Porczi János leányáé, Reszegei Pálné Margit birtoka volt.
Az Ippi Porczi család birtoka volt a későbbi évszázadokban is.
1806-ban végzett összeíráskor Porcz birtokosai voltak: a Katona, Matolcsi, Bideskúti, Tisza, Vér, Pécsi, Ravaszdi, Vincze, és bihari nemes családok.
1847-ben 200 lakosa volt, melyből 1 római katolikus, 192 görögkatolikus, 7 görögkeleti volt.
1890-ben 332 lakosából 41 magyar, 291 oláh volt.
Porc a trianoni békeszerződés előtt Szilágy vármegye Szilágysomlyói járásához tartozott.

## Nevezetességek
- Görögkatolikus fatemploma 1792-ben épült. Anyakönyvet 1824-től vezetnek.
- Ortodox templom